# Expéditions ottomanes au Maroc
Conflits maroco-ottomans
Batailles
Prise de Fès (1554)
Prise de Fès (1576)
Les expéditions ottomanes au Maroc sont, dans le cadre du conflit maroco-ottoman, une série d’expéditions militaires menées par l'Empire ottoman au Maroc sous les dynasties wattasside puis saadienne, à la fin du XVIe siècle. Les Ottomans, cherchant à avoir une influence dans cette région, vont intervenir militairement en soutenant divers prétendants au trône, ce qui conduira à la prise de Fès à deux reprises : en 1554 et 1576.

## Déroulement
Les Turcs, dirigés par le pacha d'Alger, Salah Raïs, s'emparent de Fès en 1554 alors convoitée par les Portugais, en s'appuyant sur un certain Bou Hassoun, un wattasside qui prête allégeance à la Sublime Porte. Le Saadien Abd el Malik reconnaît temporairement la suzeraineté ottomane,en faisant prononcer la khutba au nom du calife ottoman.
La succession de ce dernier est l'occasion pour les Turcs, appelés par deux prétendants au trône, d'intervenir à nouveau au Maroc. Néanmoins, ils essuient une défaite à la bataille de l'Oued-el-Leben en 1558. Les marges orientales du Maroc sont plus ou moins occupées par les Turcs de la régence d'Alger (à l'image de la région de Oujda, qui est prise puis perdue en 1672, puis reprise avec le Rif oriental en 1692 jusqu'en 1795,,,).
À Alger, le prétendant Saadien, Abd el Malek, avait épousé la fille du corsaire Hajji Morato et il peut compter sur l'appui de Euldj Ali. En échange le Saadien promet de se faire vassal des Ottomans, promesse alors toute diplomatique qu'il n'a alors, selon Chantal de La Véronne, nullement l'intention de tenir.
En 1576, les Turcs, appuyant le prétendant Saadien Abd el Malek, reprennent Fès et le remettent sur le trône. L'avancée des troupes d'Abd el Malek, comprenant des éléments ottomans, permettra de reprendre Marrakech. Il payera un tribut, notamment pour rembourser les frais de l'expédition ottomane qui l'a mis au pouvoir. Le Caïd Ramdan rentre à Alger, et laisse de troupes ottomanes, dont le nombre va décroître, stationnées au Maroc. Selon Güneş Işıksel, le Maroc peut-être décrit dès lors comme une sorte de dépendance ou protectorat ottoman,.
La prise de pouvoir d'Abd el Malek avec l'aide ottomane et la présence au Maroc de soldats d'obédience turco-algérienne, intrigue les Espagnols, qui voient ainsi la Sublime Porte prendre pied au Maghreb al-Aqsa. Ces derniers veulent prendre le port de Larache pour empêcher l'établissement d'un port turc sur l'Atlantique, mais déjà des caïd turcs sont nommés à Tétouan alors que deux autres doivent se rendre à Larache et Salé. À Fès, Abd el Malek se réorganise et réussit à renvoyer une partie des troupes du corps expéditionnaire turc après lui avoir versé les 920 000 mitqals d'or promis. Ceux des Turcs qui préfèrent rester au Maroc sont incorporés dans son armée. Abd el Malek se dirige alors vers Marrakech, après avoir fait reconnaitre son autorité à Meknès et Rabat. 

## Conséquences diplomatiques
En 1580, le chérif du Maroc reçoit un courrier du sultan ottoman de l'époque, Mourad III, dont le contenu ne donne au chef marocain Moulay Ahmed que les titres de h'akim et d’émir de Fez et de Marrakech, précisant que le rôle de calife appartient au sultan ottoman. Les réponses de Moulay Ahmed au sultan Mourad n'ont pas l'air de contredire ce cadre de vassalité.
En 1589, le sultan marocain écrit sur une posture égalitaire avec le sultan ottoman, indiquant qu'il n'y a  pas de lien de vassalité entre eux, mais plutôt une sorte d'alliance. Les Ottomans chercheront à soutenir un autre prétendant au trône afin de créer une vice-royauté de Fès qui soit tributaire de l'Empire ottoman, mais n'auront plus les moyens d'intervenir directement dans les affaires internes du Maroc.